# Chambre des représentants de l'Alaska
La Chambre des représentants de l'Alaska (en anglais : Alaska House of Representatives) est la chambre basse de la législature de l'État américain de l'Alaska.

## Système électoral
La Chambre des représentants de l'Alaska est composée de 40 sièges pourvus pour deux ans au scrutin uninominal majoritaire à un tour dans autant de circonscriptions.
C'est la plus petite législature d'État de tous les États-Unis.

## Présidence
Le président de la Chambre contrôle l'ordre du jour de celle-ci et des commissions parlementaires. C'est le candidat présenté par le caucus majoritaire qui est élu speaker. Le démocrate Bryce Edgmon exerce cette fonction à partir du 17 janvier 2017 même s'il se présente à compter de 2019 comme Indépendant. Depuis le 11 février 2021, le poste est occupé par la républicaine Louise Stutes.

## Représentation
| Date            | Parti      | Parti        | Parti        | Total |
| Date            | Démocrates | Républicains | Indépendants | Total |
| --------------- | ---------- | ------------ | ------------ | ----- |
| Date            |            |              |              | Total |
| 17 janvier 2019 | 15         | 23           | 2            | 40    |
| 19 janvier 2021 | 15         | 21           | 4            | 40    |

Depuis 2021, la majorité est formée par un caucus regroupant les démocrates, six républicains et quatre indépendants.